# Paul Chevré

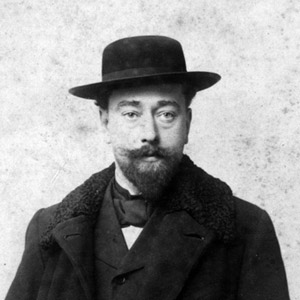
Paul Chevré, cirka 1910.

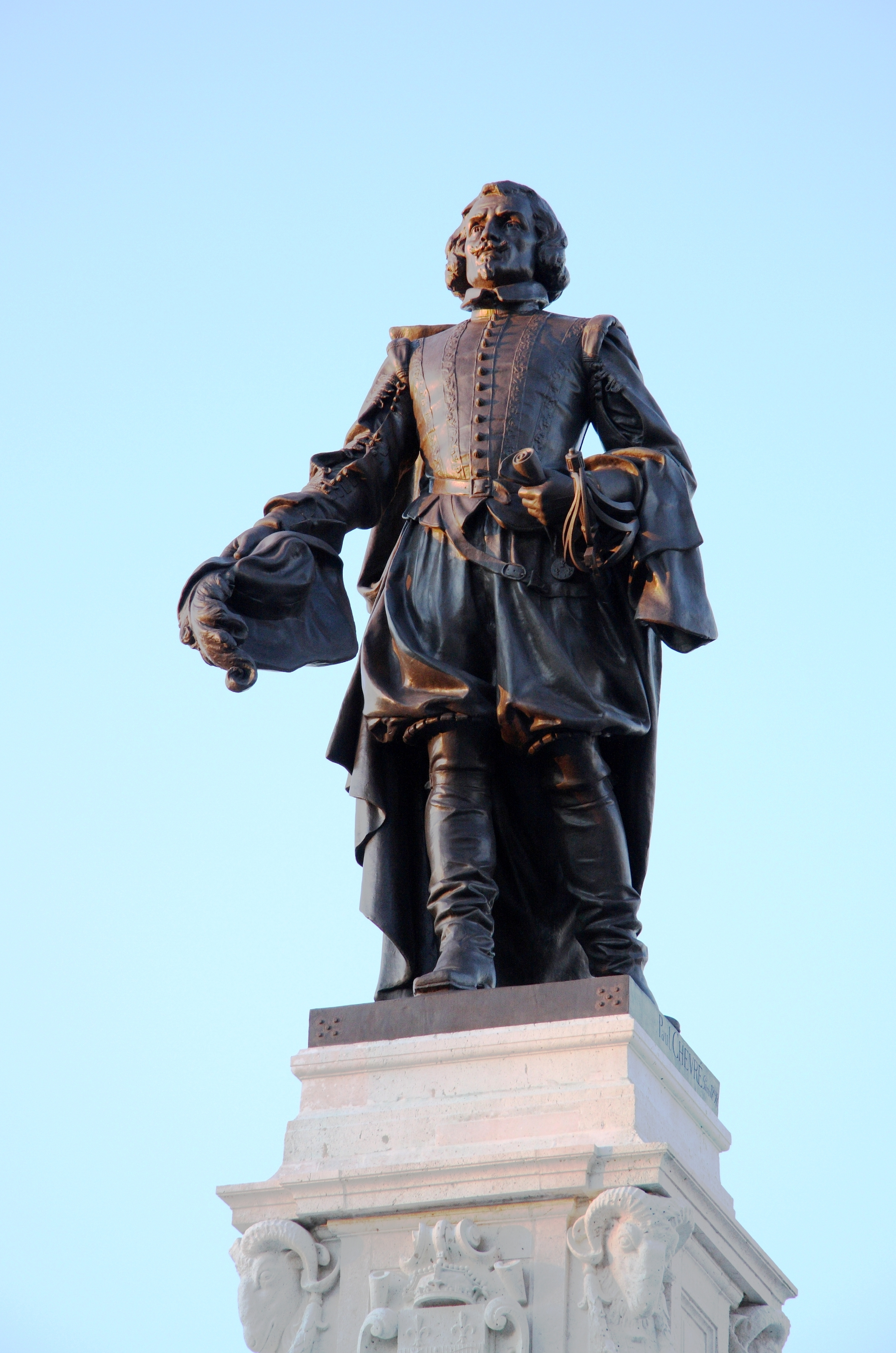
Staty av Samuel de Champlain, av Paul Chevré.

Paul Chevré, född Paul Romaine Marie Léonce Chevré 5 juli 1866 i Bryssel, Belgien, död 20 februari 1914 i Paris, Frankrike, var en fransk skulptör. Han föddes av franska föräldrar i Bryssel. Han var en överlevare av RMS Titanics förlisning 1912, men dog bara två år senare.
1896 påbörjade han sitt mest välkända verk, en staty av Québecs grundare Samuel de Champlain. Statyn invigdes 1898. Han kom sedan att arbeta flitigt både i Frankrike och Kanada där han fick uppföra flera andra statyer, bland annat av François-Xavier Garneau. Han tilldelades bronsmedalj för skulptur vid en internationell utställning i Paris år 1900.
Den 10 april 1912 steg han ombord på RMS Titanic i Cherbourg som förstaklasspassagerare. Hans hytt låg på A-däcket. Chevré skulle medverka vid invigningen av Château Laurier Hotel i Ottawa där även hans byst av Kanadas premiärminister Wilfrid Laurier skulle invigas. Uppdraget att göra den hade han fått av Charles Melville Hays, även han passagerare på Titanic. Kvällen den 14 april 1912 gick Titanic på ett isberg och började sjunka. Chevré spelade vid tillfället kort med några andra förstaklasspassagerare. Till skillnad från majoriteten av passagerarna tvekade Chevré och de andra kortspelarna Pierre Maréchal och Alfred Omont inte när de blev erbjudna att stiga i den första livbåten som kom att hissas ner, nummer 7. Flera andra vägrade att gå i vilket gjorde att styrman William Murdoch sände iväg livbåten med endast 28 personer. Livbåten var bland de första att nå det undsättande fartyget RMS Carpathia morgonen därpå.
En historia om Chevré spreds sedan i flera tidningar där det påstods att han skulle ha bevittnat kapten Smith begå självmord, samt att bysten av Laurier gått förlorad. Detta gjorde honom rasande och han tillbakavisade historien. Rörande bysten skall han ha sagt: "Marmorbysten väger 7,445 pund. Hur tror ni jag skulle kunna ha haft med den i hytten? Herregud!".
I februari 1914 blev han kraftigt sjuk och fick synproblem. Han dog några dagar senare och en läkare konstaterade att han dog av nefritis, en njursjukdom.